# Usharia constricta
Usharia constricta är en insektsart som beskrevs av Zhang och Qin 2005. Usharia constricta ingår i släktet Usharia och familjen dvärgstritar. Inga underarter finns listade i Catalogue of Life.